# هيل سبرينغ (ألبرتا)
هيل سبرينغ (بالإنجليزية: Hill Spring)‏ هي قرية تقع في كندا في Cardston County. يقدر عدد سكانها بـ 186 نسمة ومساحتها 1.11 كم2 وترتفع عن سطح البحر 1,175 متر.